# ブレインサバイバー
『ブレインサバイバー』（Brain Survivor）は、TBS系列で2002年に3回放送されたクイズ番組。
各回の内容は異なるが、総じて記憶力、動体視力、思考力などが試された。第2回以降は、タイトルに『 - II』『 - III』がつく。総合司会は石橋貴明（とんねるず）。
この番組は後に、アメリカ（子供向けの『BrainSurge』として制作）、南米、韓国、スペインへフォーマットが販売されている。

## 第1回
2002年1月12日放送。記憶力を必要とする様々な関門に、一般視聴者30組と芸能人4名が挑戦。勝ち残り方式で、最高1000万円の賞金を目指した。なお、一般人に関しては、5人1組で、代表者1名が挑戦し、残り4名はサポート役（実質は賞金の規約上の名義貸し）という体裁である。

### 1st.survival 〜gate of thirty〜
- 一般視聴者30名だけが挑戦。
- 1冊の本の中に書かれている30個の単語を、順番に記憶する。
- 記憶した挑戦者は、本をしまって、別室で先着順に1人ずつ、単語を最初から暗唱していく。
- 30個すべてを正しく暗唱できれば勝ち抜け。10秒間詰まったり、間違えた場合は、覚え直しとなる。
- すべて暗唱できた先着10名が、次のステージへ勝ち抜け。

### 2nd.survival 〜four rooms flash〜
- 勝ち抜けた10名に、芸能人4名が加わった14名が、1人ずつ順番に挑戦する。
- 最初に5桁の数字（IDナンバー）が、10秒間モニターに映し出され、それを頭に残しつつ、3つの部屋の課題をクリアしていく。
  - 1つ目の部屋は、8つの映像を記憶する。映し出された8つの映像を記憶し、覚えた挑戦者はボタンを押す。その後、先ほどの映像に入っていなかった1つを含めた、9つの映像が、順序を変えて再び現れるので、先ほど入っていなかった映像はどれかを答える。正解したら次の問題、不正解の場合は再び同じ映像の問題に挑戦する。これを3問正解したら、次の部屋へ進む。
  - 2つ目の部屋は、4つの言葉を4組記憶する。ABCD4つの言葉が8秒間映し出されるが、そのうち、映像で指示された1つを頭に残す。これを2文字、3文字、4文字、5文字の4組分記憶した後、2文字の言葉から順番に、頭に残した言葉を暗唱する。4組すべて暗唱できれば、次の部屋へ進めるが、1組でも間違えたり、詰まった場合はやり直す。
  - 3つ目の部屋は、色の配列を記憶する。5色に塗り分けられた10段の階段がある。階段の手前で示された正解を覚えて、正解と同じ順番・色で階段を登っていく。10段すべて登ったら、次の部屋へ進めるが、1段でも間違えた場合は最初からやり直す。
- 以上3部屋を7分以内にクリアできたら、最後の部屋へ進められる。司会者の前で、最初に覚えたIDナンバー5桁を答える。解答権は1回のみで、正解できればゴール。不正解だった場合は失格。また、3部屋を7分以内にクリアできなかった場合も、その時点で失格。
- タイムトライアル形式で、3部屋をクリアしたタイムが速く、かつ、IDナンバーを正解した上位8名が、次のステージへ進出。しかし、実際にIDナンバー正解まで達成できたのは、7名のみであった。敗者復活戦等は行わず、そのままゴールした7名が、次のステージへ進出した。

### 3rd.survival 〜chain of infinity〜
- 7名を、2nd survivalのタイム順に2組（3人組と4人組）に分けて、1組ごとに行う。
- 一つのテーマに沿った単語を、1人2個まで答える。ただし、それまで言われた言葉を最初から順番に答えてから、新しい単語を答えていく。
- 30秒間詰まるか、間違えた時点で失格。
- 各組の最後まで残った1名と、各組の2位のうち、単語をより多く答えていた1名の計3名が、finalへ進んだ。

### final survival 〜limits of thousand〜
- 19時間の制限時間で、1000個の単語（今回は1000ヶ所の温泉）を覚える。その後、1人ずつ順番に順不同で良いので、1個ずつ覚えた単語を答えていく。
- 3回間違えるか、30秒間詰まった時点でチャレンジ終了。3人の中で、最も多く単語を答えた者が優勝、答えた単語1個につき、1万円の賞金を獲得する。
  - しかし実際は、収録を1st survivalからほぼ休み無く進行させたために、3人の成績は散々だった。そのため、制限時間を3日間に延ばして、改めて実施した。

## 第2回
2002年4月5日放送。芸能人16名が参加。記憶力や観察力といった、様々な能力（知識が必要とされないクイズがほとんど）を駆使する4つのステージを、生き残り方式で戦っていき、優勝賞金300万円を目指した。

### 1st Stage
- 同局『オールスター感謝祭』で使用されているキーパットを使用して、カードや、大食い選手の食べたお寿司の記憶、高速で横切る数字の読みとりなど、様々なクイズに解答していく。
- 全問終了時、正解数の多かった上位12名が、次のステージへ進出（同数の場合は、解答にかかった時間の合計が短い方が、上位となる）。
- このステージのフォーマットは、韓国にあるMBCテレビで放送されている、毎週日曜日のバラエティ番組のクイズコーナーでも使用されている。この番組では毎週、優勝した芸能人の母校に奨学金が贈られる。また、視聴者が同時に携帯電話で問題に挑戦できるサービスも提供されており、日本以上の人気を持つ。

### 2nd Stage
- 1st Stageの上位者から、順番に対戦相手を指名して、1対1で対決する。勝者が次のステージへ進出、敗者が失格となる。
- 対決種目は、3種類の種目の中から決定。

イシバシセンス
石橋が、3人の政治家（小泉純一郎・田中真紀子・鈴木宗男）の似顔絵が描かれたカードから、1枚を選んで伏せる。
対戦する2人も、これまでの傾向や石橋の人間性等から、何を出すのかを推理して、それぞれ1枚選択する。
3人が同時にカードを開いて、石橋と同じカードを出していれば、成功となる。
先に3回連続で成功させた方が勝ち抜け（両者同時に3回連続成功した場合は、サドンデス形式の延長戦）。
顔面神経衰弱
1～16の映像を選んで行う神経衰弱。より多くのペアを完成させた方が勝利。
絵柄は、ゲームに挑戦しない10名中8名の顔を、カメラで映した映像である。
3回勝負で、先に2回勝った方が勝ち抜け。
ハンティングワード
示されたテーマの言葉を、いくつかのカタカナの中から選んで作る。
早押しで解答権を得た後、即座に解答する（少しでも間をおくと不正解扱いとなる）。
正解すると1ポイント、不正解は相手に1ポイント。先に3ポイント獲った方が勝ち抜け。

### 3rd Stage
- しりとり。ただし、それまでに出た単語を順番にすべて復唱してから、次の言葉を言った後、次に答えさせる挑戦者を指名する。（サバイバルしりとり と呼ばれた。）
- 復唱の際に、言葉を間違えたり、言葉が詰まったまま制限時間が過ぎると失格。
- また、途中で石橋が合図を出して、勝手に言葉を1個追加する場合があり、それも復唱しなければならない。
- 指名しながらのしりとりを繰り返して、最後まで残った3名が、次のステージへ進出。
- 日本テレビ系列で放送された『マジカル頭脳パワー!!』の「おぼえてしりとりバトル」と同じルール。

### Final Stage
- 3つの関門を順番にクリアしていくタイムトライアル（制限時間5分）。
  - 第1関門「色彩記憶」- 5色に塗り分けられた10段の階段がある。階段の手前で提示された正解を覚えて、正解と同じ順番・色で階段を登っていく。10段全て登ったら、次の部屋へ進めるが、1段でも間違えた場合は最初からやり直す。
  - 第2関門「3つのモニター」- それぞれ異なる問題が出題される3つのモニターを、順番に突破する。
    - 1枚目のモニターは、文字の記憶。赤・青・緑の3ヶ所に、それぞれカタカナ1文字が表示される。これを3回記憶した後、指定された色の文字をつなげて読むとできる、3文字の言葉を当てる。
    - 2枚目のモニターは、言葉当て。モニターに映るアントニオ猪木の唇の動きだけで、どんな言葉を言ったかを読みとる。
    - 3枚目のモニターは、電話番号の記憶。モニターに映る石橋が読み上げた、8桁の番号を憶えて、逆から言っていく。

  - 第3関門「ぐるぐる神経衰弱」- まず、台座に置かれた16枚の円形カードの色（の配置）を20秒間記憶した後、5秒間後ろを向く。その間にカードがすべて裏返された後、2枚ずつめくって同じ色をそろえる。間違える度に、台座が右回りに回転する（回転する角度は90度単位でランダム）。全組揃えればゴール。
- 1人ずつ順番に挑戦して、最も早く、すべての部屋をクリアした挑戦者が優勝。
- 優勝者は宇治原史規（ロザン）。

## 第3回
2002年9月21日放送。芸能人12名が参加した。4つのクイズが行われたが、各クイズで参加した芸能人の人数や、メンバーは異なる。この回の特徴として、クイズの勝者は、白紙の小切手に好きな賞金額を書き、希望の金額が貰えた。しかし、200万円と書いて破り捨てられた飯島愛のように、あまりにも常識外れな金額を希望すると、石橋の判断によって拒まれた。(3回連続で却下された場合、権利自体が無効になる）

### 1st STAGE「多数決ゲーム」
- A・B2択の質問を行い、10名が一斉に解答。多数派の選択肢を選んだら1ポイント獲得（1歩前に前進する）。
  - 5対5の同数になった場合、石橋の1票を加えて、多数派を決定。
- 最初に10ポイントに到達した人が、賞金獲得。

### 2nd STAGE「有名芸能人しりとり」
- 10名によるサバイバル戦。
- 芸能人の名前でしりとりを行う。本業がプロスポーツであるスポーツ選手等は、たとえ芸能活動が多くても、芸能人ではないとして認められない。
- 制限時間以内に解答できないと失格。
- 最後まで残った1名が賞金獲得。
- なお、あまりにも「ズ」で終わることが多い（「とんねるず」、「ビートルズ」など）ことから途中から「ズ」が来た場合は「ス」に変えることも許された。

### 3rd STAGE「顔面神経衰弱」
- 石橋に選ばれた2名による1対1の対戦。
- 基本的なルールは、前回の2nd Stageと同じ。但し、モニターは14個に減り、更に1組はスタジオにいる芸能人ではなく、テレビ電話で出演したアントニオ猪木、泉谷しげる、砧スタジオ今昔庵マスターの映像であった。

### LAST STAGE「芸能人イメージクイズ」
- 芸能人10名が協力して挑む。
- 挑戦者10名に関するアンケートを実施。数名の順位が石橋に明かされた上で、残った挑戦者は、自分達が1 - 10位のどの順位なのかをそれぞれ予想する。
- 1 - 10位全て正解していれば、賞金を獲得。
  - このコーナーの賞金額は、挑戦する芸能人ではなく石橋が提示していた。